# Jalovec (Žilina)
Jalovec é um município da Eslováquia, situado no distrito de Liptovský Mikuláš, na região de Žilina. Tem 20,18 km² de área e sua população em 2018 foi estimada em 306 habitantes.

## Demografia
| Ano:        | 1994 | 2004    | 2014   | 2024   |
| ----------- | ---- | ------- | ------ | ------ |
| Broj ljudi: | 260  | 320     | 294    | 318    |
| Razlika:    |      | +23,07% | -8,12% | +8,16% |

| Ano:               | 2023 | 2024   |
| ------------------ | ---- | ------ |
| Número de pessoas: | 308  | 318    |
| Diferença:         |      | +3,24% |